# Bobby Gilfillan
Robert I. Gilfillan (Cowdenbeath, 29 juni 1938 – 8 november 2012) was een Schots voetballer die als aanvaller opkwam. Gilfillan speelde voor Cowdenbeath, Newcastle United, St. Johnstone, Raith Rovers, Southend United, Doncaster Rovers en Northwich Victoria.